# Francine Del Pierre
Francine Del Pierre (geboren am 2. Dezember 1917 in Paris; gestorben am 17. Januar 1968 ebenda) war eine französische Keramikkünstlerin.

## Leben und Werk
Francine Del Pierre arbeitete als Journalistin, bis sie 1946 das erste Mal mit dem Arbeitsmaterial Ton in Berührung kam. Dieses Erlebnis beeindruckte sie so stark, dass sie es selbst als Metamorphose beschrieb. Sie entschied sich innerhalb weniger Stunden, den Journalismus aufzugeben und als Keramikerin zu arbeiten. Um den Umgang mit Ton zu lernen, zog sie mit ihren malenden Freunden Albert Diato und Gilbert Portanier nach Vallauris. Der Ort galt damals als Dorf der Töpfer. Picasso arbeitete und lebte dort in seinem Atelier Madoura. Francine lernte dort zunächst das Arbeiten an der Töpferscheibe, das sie allerdings als extrem körperlich anstrengend erlebte. Dies lag vor allem daran, dass keine Töpferscheibe zur Verfügung stand, die ihrer geringen Körpergröße entsprach. Del Pierre entschied sich auf diesem Hintergrund mit dem Modellieren von Werken mit Tonrollen zu experimentieren. Für diese Art von Arbeit fand sie in Vallauris keine Anleitung und so kehrte sie im Frühjahr 1951 gemeinsam mit Albert Diato nach Paris zurück und begann ihre Werke auszustellen. In dieser Zeit bestätigte sich für sie die Abwendung von der Gebrauchskeramik hin zu einem künstlerischen Anspruch. Bereits 1952 konnte sie in der Primavera Gallery in London ausstellen und verbrachte einige Monate zur Vorbereitung der Ausstellung in dieser Stadt. Dort lernte sie Bernard Leach kennen, dessen A Potter’s Book sie stark beeindruckt hatte. Die beiden hielten ihr Leben lang Kontakt und stellten mehrfach gemeinsam aus. Einen ähnlichen Kontakt pflegte Del Pierre mit dem japanischen Keramiker Hamada Shōji.
Da die Einkünfte aus Ausstellungen und Verkäufen ihrer Werke nicht für ihren Lebensunterhalt ausreichten, begann Del Pierre 1955 zu unterrichten. 1957 nahm sie Fance Franck als Schülerin in ihr Atelier auf. Mit der Unterstützung von Freunden gelang es den beiden Frauen zwei Jahre später gemeinsam ein Atelier in der Rue Bonaparte zu erwerben. Dieses Atelier ist noch heute Ausstellungsort und Arbeitsraum für Keramiker. In der Zeit, als Fance Franck und Del Pierre dort wirkten, galt es als ein Treffpunkt für Freunde, Kunden, Schüler und Mäzene.
Del Pierre bevorzugte in ihrem gesamten Werk die Arbeit mit Aufbautechniken. Sie plante ihre Stücke detailgenau in gezeichneten Vorstudien. Ihr Umgang mit Farben gilt als subtil, häufig verwendete sie mehrere Schichten transparenter Glasuren und verschiedener Weißtöne mit wenigen Einsprengseln in Rot, Braun oder Grün. Ergänzt wird das Design oft durch einfache botanische Zeichnungen.
Werke von Del Pierre sind unter anderem in Museen, wie dem Victoria and Albert Museum in London, dem Stedelijk Museum in Amsterdam, dem Museum für Gestaltung Zürich, dem Museum für Kunst und Gewerbe Hamburg, dem Musée des Arts décoratifs in Paris und dem Musée national de Céramique – Sèvres ausgestellt.

## Einzelausstellungen
- 1950 Cannes, Galerie Martin Cruzon,
- 1952 London, Primavera Gallery,
- 1953 Paris, Galerie M.A.I.,
- 1954 Paris, Galerie M.A.I.,
- 1956 Paris, Galerie M.A.I.,
- 1958 Mailand, Galleria dell’Ariete,
- 1958 Rom, Galleria Schneider,
- 1966 Freiburg, Schweiz, Musée d’art et d’histoire.

## Kataloge zu Ausstellungen mit Beteiligung von Francine Del Pierre
- 1966 Hamada, Del Pierre, Leach, Museo de Bellas Artes, Caracas
- 1966 Sergio de Castro, Francine Del Pierre, Musée d’art et d’histoire de Fribourg,
- 1967 Hamada, Del Pierre, Leach, Museum für Kunst und Gewerbe Hamburg
- 1968 Hommage à Francine Del Pierre, Cahiers de la céramique du verre et des arts du feu, Nos 42-43 (supplément), Sèvres
- 1976 Francine Del Pierre, Musée des Beaux-Arts, Caen
- 1976 Europäische Keramik seit 1950, Museum für Kunst und Gewerbe Hamburg
- 1981 Céramique française contemporaine. Sources et courants, Musée des Arts décoratifs, Paris
- 1991 Collection Fina Gomez, Musée des Arts décoratifs, Paris